# Nusantara Air Charter
Nusantara Air Charter war eine indonesische Charterfluggesellschaft mit Sitz in Jakarta und Basis auf dem Flughafen Halim Perdanakusuma.

## Geschichte
Nusantara Air Charter wurde 2008 gegründet. Sie führt Charterflüge sowohl für Unternehmen und Fluggesellschaften als auch für die Öl- und Gasindustrie durch.
Wegen Zweifeln an der indonesischen Flugaufsicht verhängte die Europäische Kommission zeitweise über alle Fluggesellschaften aus Indonesien ein Betriebsverbot in der Europäischen Union. Davon war auch Nusantara Air Charter betroffen.

## Flotte
Mit Stand Oktober 2018 bestand die Flotte der Nusantara Air Charter aus drei Flugzeugen mit einem Durchschnittsalter von 20,8 Jahren:
| Flugzeugtyp | Luftfahrzeugkennzeichen | Anmerkungen |
| ----------- | ----------------------- | ----------- |
| ATR 42-500  | PK-JKG                  |             |
| Avro RJ100  | PK-JKP                  |             |
| BAe 146-200 | PK-JKW                  |             |

## Zwischenfälle
- Am 8. Mai 2013 wurden mit einem Gabelstapler Ölfässer von der BAe 146-200 (PK-JKC) entladen, dabei entfachte sich ein Feuer. Beim Unfall wurde eine Person verletzt und das Flugzeug zerstört.[7]